# Hell and Back Again
Hell and Back Again ist ein Dokumentarfilm von Danfung Dennis aus dem Jahr 2011. Der Film behandelt den Krieg in Afghanistan und den problematischen Übergang eines US-Soldaten aus dem Krieg zurück in den Alltag sowie das Thema der posttraumatischen Belastungsstörung bei heimkehrenden US-Soldaten.
Die Premiere des Films fand im Januar 2011 auf dem Sundance Film Festival statt, bei dem der Film Preise in den Kategorien World Cinema Grand Jury Prize: Documentary  und World Cinema Cinematography Award: Documentary erhielt.
Am 24. Januar 2012 wurde der Film für einen Oscar in der Kategorie Bester Dokumentarfilm nominiert, verlor jedoch gegen die Dokumentation Ungeschlagen.

## Hintergrund
Der Regisseur Danfung Dennis arbeitete bereits ab 2006 als Kriegsfotograf in Afghanistan, wobei ihn der Fotojournalismus jedoch zunehmend frustrierte. Er wechselte zu Filmen und neuen Medien, um zu versuchen, die Menschen in den USA zum Thema Afghanistan-Krieg „wachzurütteln“ und die „brutale Realität des Krieges auf eine ehrliche Art zu zeigen“. Dennis filmte schon einige Zeit, als er die Möglichkeit bekam, im Juli 2009 vier Wochen mit der US Marines Echo Company, 2nd Battalion, 8th Marine Regiment zu verbringen. Die Einheit beteiligte sich an dem bis dahin größten Lufteinsatz seit dem Vietnamkrieg. Am ersten Tag des Einsatzes lernte er Nathan Harris kennen, als dieser ihm, trotz der hohen Temperaturen, seine letzte Wasserflasche gibt. Zuerst war der Film nur auf die Situation in Afghanistan konzentriert und sollte unter dem Titel Battle for Hearts and Minds erscheinen. Teile des damaligen Filmmaterials wurden für die Ausgabe Obama's War der Dokumentations-Reihe Frontline benutzt.
Dennis entschied sich erst sieben Monate später dafür, Harris als Hauptperson der Dokumentation zu porträtieren. Bei der Begrüßung der Marines nach deren Heimkehr stieg Harris nicht aus dem Bus aus, woraufhin Dennis von Harris' Verwundung erfuhr. Er nahm Kontakt zu Harris auf und dieser lud Dennis zu sich nach Hause ein. Dennis verbrachte insgesamt ein Jahr mit Harris und dessen Frau.

## Handlung

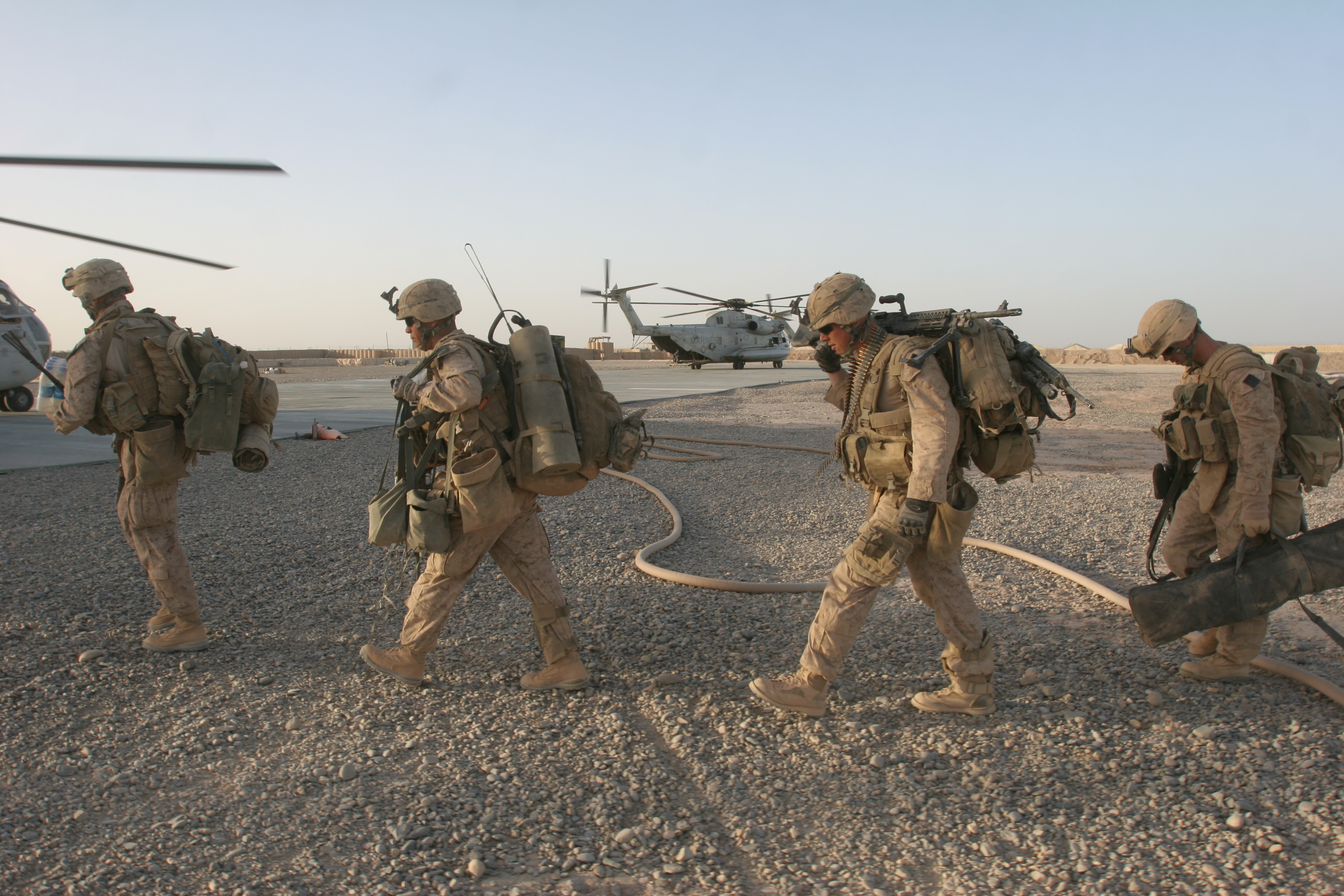
Marines der 2nd Battalion, 8th Marine Regiment zu Beginn der Operation Khanjar

Der Fokus der Dokumentation liegt auf der Geschichte des 25-jährigen Nathan Harris, eines Sergeanten der US Marines Echo Company, 2nd Battalion, 8th Marine Regiment. Harris wird zusammen mit seiner Einheit im Juni 2009, im Zuge der Operation Khanjar, in der afghanischen Provinz Helmand nahe der Stadt Sork-Duz abgesetzt. Die Mission seiner Einheit ist die Einnahme einer Brücke. Die Einheit ist von Feinden umgeben, die sie nicht sieht, und kommt nur langsam voran. Am ersten Tag stirbt ein Marine, Lance Corporal Charles Seth Sharp, und zwölf kollabieren aufgrund der Temperaturen von bis zu 54 °C.
In einem Hinterhalt wird Harris sechs Monate später, kurz vor seiner Heimkehr, durch einen Schuss in die Hüfte lebensgefährlich verwundet. Nach der Heimkehr nach Yadkinville in North Carolina hat Nathan Harris Probleme, sich wieder in die Gesellschaft einzufinden. Der Film zeigt ihn und seine Frau Ashley in Alltagssituationen: bei einem Einkauf bei Wal-Mart, bei einem Drive-in-Restaurant und auf der Suche nach einem neuen Haus. Zudem werden Harris' Arzttermine und Physiotherapie gezeigt. Aufgrund der Verwundung entwickelt er eine posttraumatische Belastungsstörung, die eine Medikamentenabhängigkeit zur Folge hat. Harris' Ziel ist es, trotz der schweren Verwundung, wieder in den Kampfeinsatz zurückzukehren.

## Produktion

### Visueller Stil

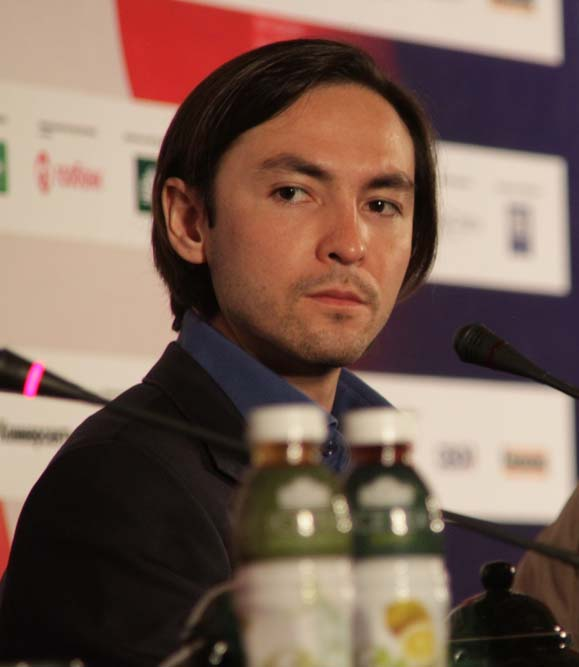
Der Regisseur Danfung Dennis auf dem Moscow International Film Festival (2011)

Insgesamt entstand innerhalb von sechs Monaten Filmmaterial von etwa 100 Stunden. Bei der Ausgestaltung des visuellen Stils arbeiteten Dennis und die Filmeditorin Fiona Otway eng zusammen. Sie diskutierten ihre Ansichten über den Krieg, wobei klar wurde, dass sich das gängige Bild und Dennis Erfahrungen deutlich unterschieden.
Um ein „ehrliches Porträt des Krieges“ zu erzeugen, verbindet Dennis in seinem Dokumentarfilm die zwei Handlungsstränge des Einsatzes in Afghanistan und der Situation von Nathan Harris in North Carolina. Hierbei verwendet er Rückblenden, um die „Desorientierung“ und „emotionale Taubheit“ zwischen dem „Verlassen einer Welt von Leben oder Tod“ und der „Rückkehr in eine Welt, die banal und oberflächlich scheint“ darzustellen. Laut Dennis ist es „in Wirklichkeit nur ein Kampf“, statt zwei verschiedener. In einem anderen Interview erklärte er seinen Anspruch darin, die „Ethik des Fotojournalismus“, also die reine Beobachterrolle, mit der „Erzählweise des Films“ zu kombinieren, um eine „eindringliche, emotionale Erfahrung“ zu erschaffen.
Danfung Dennis verarbeitete viele persönliche Erfahrungen, da er sein Filmmaterial nicht mit Nathan Harris besprach. Harris bekam den Film erst nach der Fertigstellung zu sehen.

### Filmtechnik
Die Dokumentation wurde komplett mit einer Canon EOS 5D Mark II gefilmt. Dies stellte Dennis vor einige Herausforderungen; er nannte hierbei speziell den Ton, die Bildstabilisierung, die Fokussierung und die Tatsache, dass die Kamera aufgrund der hohen Temperaturen in Afghanistan innerhalb von 15 Minuten überhitzte. Er baute sein Stativ um, sodass es eine erweiterte Tonausrüstung tragen und er es an seiner Panzerweste befestigen konnte. Zudem trainierte er die manuelle Fokussierung. Gegen die Überhitzung half lediglich die Abschaltung der Kamera. Für seine Dreharbeiten mit Harris und seiner Frau veränderte er seine Ausrüstung, damit diese möglichst kompakt ausfiel und die Kamera nicht zu auffällig wirkte. Seine Entscheidung für die Canon EOS 5D Mark II begründete er in einem Interview damit, dass er so die „Ästhetik der Fotografie“ und „Ethik des Journalismus“ mit der „Narrative [einer] Dokumentation“ kombinieren konnte, um eine „beeindruckende, umfassende Erfahrung“ zu kreieren.
In Afghanistan nutzte Dennis ein Zoomobjektiv mit einer Brennweite von 24 bis 70 mm, bei einer maximalen Blendenzahl von 2,8. Dennis begründete die Objektivwahl mit der „Vielfalt, [die für] weite und enge Aufnahmen nötig war“. In Yadkinville nutzte er zwei Normalobjektive, ein Objektiv mit einer Brennweite von 35 mm, bei einer maximalen Blende von 1,4, und ein zweites mit einer Brennweite von 50 mm und einer maximalen Blende von 1,2. Aufgrund der hohen Blende konnte er auch in Situationen mit geringer Beleuchtung filmen.

### Ton
Im Film ist keine Musik im klassischen Sinn vorhanden. Dennis verwendete jedoch reale Geräusche als Musikuntermalung, die er in Afghanistan aufnahm und zum Teil deutlich veränderte (siehe auch Musique concrète). Eine Szene im Film, in der ein Dorf gesichert wird, ist dazu mit Kriegsgeräuschen unterlegt, die auf 2 % ihrer ursprünglichen Geschwindigkeit verlangsamt wurden. Dies ergibt ein „anhaltendes Dröhnen“. Dasselbe Dröhnen verwendete Dennis bei der Unterlegung eines Gesprächs zwischen Harris und seinem Arzt hinsichtlich der Gefahren der Schmerzmittel. Er versucht dabei, „die Linie zwischen Gegenwart und Vergangenheit durch [den] Ton alleine [verschwimmen zu lassen]“. Dennis erklärte dazu, dass Harris' Flashbacks „oft mit einem Geräusch beginnen“. Er versuche, zu „transportieren, wie es sich anfühlt, wirklich einen Flashback zu haben“.
Ebenso wie er beim Schnitt eng mit der Editorin Fiona Otway zusammenarbeitete, ist der Ton eine Kooperation zwischen Dennis und dem Sounddesigner J. Ralph. Ralph schrieb zusätzlich den Song „Hell And Back“, der während des Abspanns zu hören ist. Der Interpret des Stücks ist Willie Nelson.

## Rezeption

### Veröffentlichung
Der Film kam am 5. Oktober 2011 in die Kinos, nachdem er zuvor auf dem Sundance Film Festival 2011 und dem Moscow International Film Festival 2011 aufgeführt worden war. Am ersten Wochenende nahm der Film dabei 3.413 US-Dollar ein, wobei er zuerst lediglich in einem Kino lief. Insgesamt spielte der Film weltweit 40.949 US-Dollar ein. Die Verbreitungsrechte für Nordamerika besitzt Docurama Films, welche die Dokumentation am 24. Januar 2012 auf Blu-Ray und DVD veröffentlichten. Die Senderechte für das Fernsehen sicherte sich Public Broadcasting Service. Dort wurde die Dokumentation am 24. Mai 2012 innerhalb der Filmserie Independent Lens ausgestrahlt. Der Film wurde außerdem beim kanadischen Filmfestival Hot Docs und zwischen dem 24. August 2012 und dem 31. August 2012 im kanadischen Bloor Hot Docs Cinema gezeigt. Am 12. Oktober 2011 wurde der Film in Großbritannien veröffentlicht, worauf am 21. Dezember 2011 Frankreich folgte. Für Großbritannien wird ein Einspielergebnis von 315 US-Dollar angegeben. Zu den Kinoveröffentlichungen in Großbritannien und Frankreich kamen mehrere Ausstrahlungen der Dokumentation auf dem spanischen Sender Canal+ im April und September 2012.
In Österreich fanden 2012 und 2013 auf dem frame[o]ut-freestyle-Filmfestival beziehungsweise auf dem Filmfestival Kitzbühel die einzigen Vorführungen des Dokumentarfilms im deutschsprachigen Raum statt.

### Kritiken
Von Kritikern wurde der Film ausgesprochen positiv bewertet. So listet Rotten Tomatoes insgesamt 31 Kritiken, die durchweg positiv ausfielen. Der Metascore der Dokumentation liegt bei 81 von 100, basierend auf 17 Kritiken.
Der Filmkritiker Roger Ebert resümiert, der Dokumentarfilm präsentiere „[Harris'] neue Realität mit einem erstaunlich guten Einsatz von Bild- und Tonbearbeitung“. Die letzten Szenen entfalteten eine „emotionale und stilistische Kraft, die [die Zuschauer] nicht kommen sehen“. Er bewertet den Film deswegen mit dreieinhalb von vier möglichen Sternen.
Die gleiche Wertung vergibt Linda Barnard in einer Kritik für den Toronto Star, wobei sie Dennis bescheinigt, Harris' Geschichte mit der „Objektivität eines Journalisten“ zu behandeln, obwohl diese „emotional erschütternd“ sei.
V. A. Musetto, ein Kritiker der New York Post, bewertet den Film mit drei von vier Sternen und nennt die Dokumentation „gewagt“. Das Filmmaterial sei „oft überwältigend“.
Für Wesley Morris, Filmkritiker des The Boston Globe, ist der Film eine „geniale, artistische Beunruhigung“. Dennis' Film versuche, was nur wenige Dokumentationen schaffen würden: in der Psyche des Subjekts zu wohnen. Trotzdem gebe der Film nicht vor, genau zu wissen, was Harris denke.
Alison Willmore vergleicht in einem Review für The A.V. Club den Dokumentarfilm mit Tödliches Kommando – The Hurt Locker. Willmore nennt Hell and Back Again ein Vérité-Stück mit „fast ablenkender Schönheit“ und gibt dem Film die Note B.
Zwei Besprechungen der Zeitungen The Observer und The Guardian stimmen dem positiven Tenor zu. Philip French gibt an, der Film sei „tief bewegend“, und Peter Bradshaw meint, der Film halte sich nicht zurück. Bradshaw vergibt dabei vier von fünf Sternen.
Eine gemischtere Meinung vertritt Chris Knight von der National Post. Er fühlt sich von der Schnitttechnik Dennis' manipuliert. Die Übergänge seien zwar „filmisch wirksam“, aber fühlten sich „emotional manipulierend“ an. Für ihn wird nicht deutlich, wie sich Harris veränderte, wodurch der Film nur „zwei Drittel eines Bildes“ darstelle und nach einem „prälapsarischen [vor dem Sündenfall] Prolog“ rufe. Auch Lauren Wissot, Kritikerin für das Slant Magazine, kritisiert die Schnitttechnik und bezeichnet sie als teilweise „ablenkend und offensichtlich“, trotzdem sei die Dokumentation eine „universelle Soldatengeschichte“. Beide Kritiker gaben dem Film zweieinhalb Sterne von vier möglichen.

### Auszeichnungen
Auf dem Sundance Film Festival 2011 gewann der Film den Preis der Jury und den Kamerapreis jeweils für die beste ausländische Dokumentation. Auch auf dem Moscow International Film Festival 2011 gewann der Film den Preis der besten Dokumentation. Zusätzlich wurde die Dokumentation bei mehreren kleineren Filmfestivals und Preisverleihungen ausgezeichnet. So gewann der Film den IDA Award in der Kategorie Jacqueline Donnet Emerging Filmmaker Award, bei den Cinema Eye Honors die Auszeichnung Outstanding Achievement In Cinematography, den Alfred I. duPont–Columbia University Award 2012 und den Harrell Award for Best Documentary beim Camden International Film Festival 2011.
Neben den gewonnenen Preisen wurde die Dokumentation bei einigen Filmfestivals und Preisverleihungen nominiert. Der Dokumentarfilm erhielt bei den Film Independent Spirit Awards, Gotham Independent Film Awards und British Independent Film Awards Nominierungen als beste Dokumentation. Bei den Cinema Eye Honors war der Film in vier Kategorien nominiert, wobei der Film in der Kategorie Outstanding Achievement In Cinematography gewann. Die zusätzlichen Kategorien waren Outstanding Achievement In Direction, Best Debut Feature und Outstanding Achievement In Production.
Am 24. Januar 2012 wurde der Film für einen Oscar in der Kategorie Bester Dokumentarfilm nominiert, verlor aber gegen den US-amerikanischen Beitrag Ungeschlagen. In Reaktion auf die Nominierung erhielt der Produzent Mike Lerner ein Gratulationsschreiben des britischen Premierministers David Cameron.
Hell and Back Again gewann am 6. November 2012 den Grierson Award 2012 in der Kategorie Best Documentary on a Contemporary Theme – International. Am 11. Juli 2013 wurde der Dokumentarfilm aufgrund seiner Ausstrahlung im Rahmen der Programmreihe Independent Lens für einen News & Documentary Emmy Award nominiert.

### Veteranen
Zur Veröffentlichung der Dokumentation startete die Veteranenorganisation Disabled American Veterans eine Aufklärungskampagne über die Erkrankung der posttraumatischen Belastungsstörung. In gleicher Weise nutzte die Organisation Still Serving Veterans den Film, um die Aufmerksamkeit für Soldaten mit posttraumatischer Belastungsstörung zu erhöhen, und veranstaltete zu diesem Zweck eine öffentliche Vorführung von Hell and Back Again. Die Florida State University zeigte den Film an einem speziellen „Veterans Day“, der den Auftakt einer Initiative für eine veteranenfreundlichere Universität bildete. Gleichzeitig war der Film der Auftakt eines „Student Veteran Film Festival“. An der Vorführung nahmen Danfung Dennis, der Produzent Karol Martesko-Fenster, sowie Nathan und Ashley Harris teil. Auch der Veteranenverband der University of Iowa organisierte eine Vorführung der Dokumentation.
Leanne Lemley, Präsidentin der Frauenabteilung des Veteranenverbandes Veterans of Foreign Wars, erwähnte Hell and Back Again in einer Rede über heimkehrende Soldaten. Sie nannte den Übergang von Krieg zu Alltag „schwierig“, wie es „kürzlich in all seiner düsteren Pracht in Dokumentationen wie Hell and Back Again [gezeigt wurde]“.